# Franciszek Gąsior
Franciszek Gąsior, poljski rokometaš, * 21. april 1947, Tarnów, † 26. avgust 2021, Tarnow
Leta 1972 je na poletnih olimpijskih igrah v Münchnu v sestavi poljske rokometne reprezentance osvojil deseto mesto.